# Luca Di Matteo
Luca Di Matteo (Pescara, 25 febbraio 1988) è un calciatore italiano, centrocampista o difensore dell’Ortona.

## Caratteristiche tecniche
Nato come esterno alto di centrocampo (modulo 4-4-2), si è adattato anche a giocare nel 3-5-2, gestendo sia la fase offensiva che quella difensiva. È abile a crossare dal fondo dopo aver saltato l'avversario.

## Carriera

### Club

#### Pescara
La stagione 2007-2008 è per il giocatore la prima da professionista, in quanto fino alla precedente stagione aveva giocato nella formazione Primavera del Pescara scendendo in campo 18 volte e segnando 2 reti. In questa stagione riesce a collezionare 15 presenze arricchite da un gol nel campionato di Serie C1.

#### Palermo
Nel gennaio del 2008 viene acquistato in compartecipazione dal Palermo: gioca dapprima nella formazione Primavera, allenandosi comunque sempre con la prima squadra, e riesce anche ad esordire in Serie A il 27 aprile nella 35ª giornata di campionato in casa contro l'Atalanta, subentrando a Fabio Caserta al 51'. Si ripeterà una settimana dopo all'Olimpico di Roma contro la Lazio, subentrando a Boško Janković al 68'. Queste saranno le sue uniche due partite in stagione.
Il 19 giugno 2008 il Palermo comunica di aver riscattato il giocatore dal Pescara.

#### Prestito a Cittadella e Crotone
Senza giocare neppure una partita in prima squadra nella stagione 2008-2009, il 2 febbraio 2009 viene ceduto in prestito al Cittadella, con i quali giocherà in tutto 10 partite.
Rientrato al Palermo per fine prestito, il 18 luglio 2009 passa al Crotone in prestito con diritto di opzione e contropzione.

#### Vicenza
Il 1º febbraio 2010, dopo aver giocato 6 partite con il Crotone di cui solo una da titolare, il Palermo riprende il cartellino per girarlo in compartecipazione al Vicenza, squadra militante in Serie B.
Esordisce con la nuova maglia il 26 febbraio in Vicenza-Cittadella (0-2). Chiude poi il campionato con 8 presenze.
Il 25 giugno 2010 viene rinnovata la compartecipazione del giocatore tra Palermo e Vicenza. Nella stagione 2010-2011 si rivela uno dei migliori giocatori del campionato cadetto, venendo schierato come fluidificante da Rolando Maran che usa il modulo tattico 3-5-2. Chiude la stagione con 35 presenze in campionato e 2 in Coppa Italia.

#### Il ritorno al Palermo e il prestito al Lecce
Il 16 giugno 2011 è stata risolta la compartecipazione fra Vicenza e Palermo in favore di quest'ultima, con cui sottoscrive un contratto da 200.000 euro a stagione. All'inizio della nuova stagione risente di una lesione della fascia plantare del piede destro.
Senza alcuna presenza col Palermo nella prima parte della stagione 2011-2012, il 31 gennaio 2012, ultimo giorno di calciomercato, passa in prestito al Lecce. Esordisce in giallorosso il 12 febbraio seguente in Atalanta-Lecce (0-0) della 23ª giornata di campionato, subentrando ad Andrea Esposito al 52' e tornando quindi a disputare un incontro di Serie A a distanza di quasi quattro anni. Il 29 aprile successivo gioca per la prima volta da titolare in Serie A in Lecce-Parma (1-2) della 35ª giornata. Titolare anche nell'ultima partita di campionato (chiuso con la retrocessione) contro il ChievoVerona (vittorioso per 1-0), conclude la stagione con 7 presenze.

#### Il ritorno al Vicenza
Tornato al Palermo, il 31 agosto 2012, ultimo giorno di calciomercato, si trasferisce a titolo definitivo al Vicenza, tornando a giocare così nella squadra veneta, in Serie B. Segna la sua prima rete in Vicenza-Livorno 3-3 dell'8 dicembre 2012: al 55' toglie il pallone a Siligardi a metà campo, si dirige in un'azione solitaria verso la porta superando l'intera difesa livornese e siglando il gol del temporaneo 3-1.
Il campionato termina con la retrocessione; la stagione successiva gioca nel Vicenza solo nel girone d'andata, per 14 partite più 2 in Coppa Italia.

#### Padova
Il 27 gennaio 2014 passa a titolo definitivo al Padova firmando un contratto fino al giugno 2015. Ha esordito in Padova-Carpi (1-4), venendo espulso.
Il 22 luglio, dopo la mancata iscrizione del Padova al campionato di Lega Pro, rimane svincolato.

#### Teramo
Il 18 dicembre 2014 viene ingaggiato dal Teramo con un contratto fino al giugno 2015.
Debutta con la squadra abruzzese il 21 dicembre, nella partita vinta 4-0 contro il Savona, subentrando al minuto 60 al posto di Mirco Petrella.

#### Virtus Lanciano
Il 31 agosto 2015 si trasferisce alla Virtus Lanciano.

#### Latina
Il 22 luglio 2016 firma un contratto annuale con il Latina.

#### Il ritorno al Lecce
Il 10 luglio 2017 si trasferisce al Lecce, dove torna dopo cinque anni.

#### Il ritorno al Teramo
Il 12 luglio 2019 ritorna a Teramo firmando un biennale dopo 4 anni e dove aveva raggiunto la Serie B poi revocata nel 2015.

#### Nei dilettanti
Rimasto senza ingaggio a partire dall'estate del 2021, trovò un accordo fino a fine stagione con l'L'Aquila, formazione di Eccellenza, a febbraio 2022. A settembre dello stesso anno firma per il Giulianova, sempre in Eccellenza.
Il 2 dicembre 2022 trova l'accordo con l'Ortona, altra squadra di Eccellenza abruzzese.

## Statistiche

### Presenze e reti nei club
Statistiche aggiornate al 2 maggio 2021.
| Stagione        | Squadra         | Campionato      | Campionato | Campionato | Coppe nazionali | Coppe nazionali | Coppe nazionali | Coppe continentali | Coppe continentali | Coppe continentali | Altre coppe | Altre coppe | Altre coppe | Totale | Totale |
| Stagione        | Squadra         | Comp            | Pres       | Reti       | Comp            | Pres            | Reti            | Comp               | Pres               | Reti               | Comp        | Pres        | Reti        | Pres   | Reti   |
| --------------- | --------------- | --------------- | ---------- | ---------- | --------------- | --------------- | --------------- | ------------------ | ------------------ | ------------------ | ----------- | ----------- | ----------- | ------ | ------ |
| 2007-gen. 2008  | Pescara         | C1              | 15         | 1          | CI-C            | 2               | 0               | -                  | -                  | -                  | -           | -           | -           | 17     | 1      |
| gen.-giu. 2008  | Palermo         | A               | 2          | 0          | -               | -               | -               | -                  | -                  | -                  | -           | -           | -           | 2      | 0      |
| 2008-gen. 2009  | Palermo         | A               | 0          | 0          | CI              | 0               | 0               | -                  | -                  | -                  | -           | -           | -           | 0      | 0      |
| gen.-giu. 2009  | Cittadella      | B               | 10         | 0          | -               | -               | -               | -                  | -                  | -                  | -           | -           | -           | 10     | 0      |
| 2009-feb. 2010  | Crotone         | B               | 6          | 0          | CI              | 0               | 0               | -                  | -                  | -                  | -           | -           | -           | 6      | 0      |
| feb.-giu. 2010  | Vicenza         | B               | 8          | 0          | CI              | -               | -               | -                  | -                  | -                  | -           | -           | -           | 8      | 0      |
| 2010-2011       | Vicenza         | B               | 35         | 0          | CI              | 2               | 0               | -                  | -                  | -                  | -           | -           | -           | 37     | 0      |
| 2011-2012       | Palermo         | A               | 0          | 0          | CI              | 0               | 0               | UEL                | 0                  | 0                  | -           | -           | -           | 0      | 0      |
| Totale Palermo  | Totale Palermo  | Totale Palermo  | 2          | 0          |                 | 0               | 0               |                    | -                  | -                  |             | -           | -           | 2      | 0      |
| gen.-giu. 2012  | Lecce           | A               | 7          | 0          | CI              | -               | -               | -                  | -                  | -                  | -           | -           | -           | 7      | 0      |
| 2012-2013       | Vicenza         | B               | 28         | 1          | CI              | -               | -               | -                  | -                  | -                  | -           | -           | -           | 28     | 1      |
| 2013-gen. 2014  | Vicenza         | 1D              | 14         | 1          | CI+CI-LP        | 2+0             | 0               | -                  | -                  | -                  | -           | -           | -           | 16     | 1      |
| Totale Vicenza  | Totale Vicenza  |                 | 85         | 2          |                 | 4               | 0               |                    | -                  | -                  |             | -           | -           | 89     | 2      |
| gen.-giu. 2014  | Padova          | B               | 8          | 0          | CI              | -               | -               | -                  | -                  | -                  | -           | -           | -           | 8      | 0      |
| dic. 2014-2015  | Teramo          | LP              | 19         | 0          | CI+CI-LP        | 0+0             | 0               | -                  | -                  | -                  | SLP         | 2           | 0           | 21     | 0      |
| 2015-2016       | Virtus Lanciano | B               | 30+2       | 1+0        | CI              | 1               | 0               | -                  | -                  | -                  | -           | -           | -           | 33     | 1      |
| 2016-2017       | Latina          | B               | 27         | 0          | CI              | 0               | 0               | -                  | -                  | -                  | -           | -           | -           | 27     | 0      |
| 2017-2018       | Lecce           | C               | 29         | 0          | CI+CI-C         | 3+1             | 0               | -                  | -                  | -                  | SC          | 1           | 0           | 34     | 0      |
| 2018-2019       | Lecce           | B               | 0          | 0          | CI              | 0               | 0               | -                  | -                  | -                  | -           | -           | -           | 0      | 0      |
| Totale Lecce    | Totale Lecce    | Totale Lecce    | 36         | 0          |                 | 4               | 0               |                    | -                  | -                  |             | -           | -           | 41     | 0      |
| 2019-2020       | Teramo          | C               | 7          | 0          | CI-C            | 2               | 0               | -                  | -                  | -                  | -           | -           | -           | 9      | 0      |
| 2020-2021       | Teramo          | C               | 1          | 0          | CI-C            | 0               | 0               | -                  | -                  | -                  | -           | -           | -           | 1      | 0      |
| Totale Teramo   | Totale Teramo   | Totale Teramo   | 27         | 0          |                 | 2               | 0               |                    | -                  | -                  |             | 2           | 0           | 31     | 0      |
| Totale carriera | Totale carriera | Totale carriera | 248        | 4          |                 | 13              | 0               |                    | -                  | -                  |             | 3           | 0           | 264    | 4      |

## Palmarès
- Campionato italiano Lega Pro: 1  (revocato)

Teramo: 2014-2015 (girone B)
- Campionato italiano Serie C: 1

Lecce: 2017-2018 (girone C)